# エクストラドーズド橋

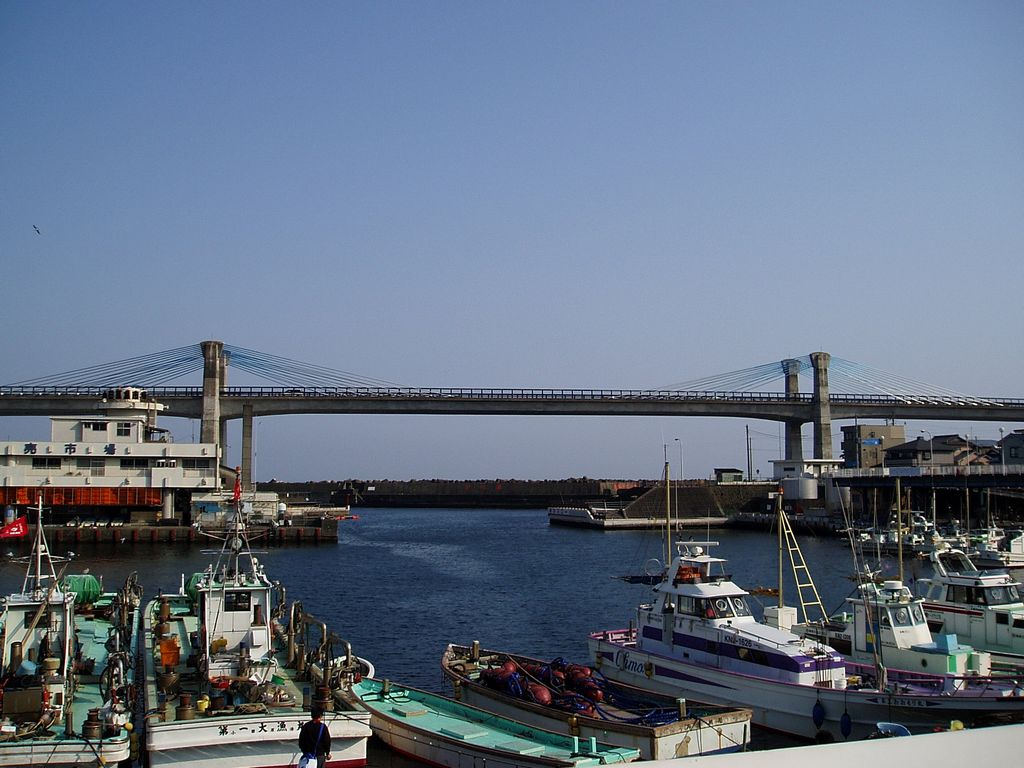
小田原ブルーウェイブリッジ

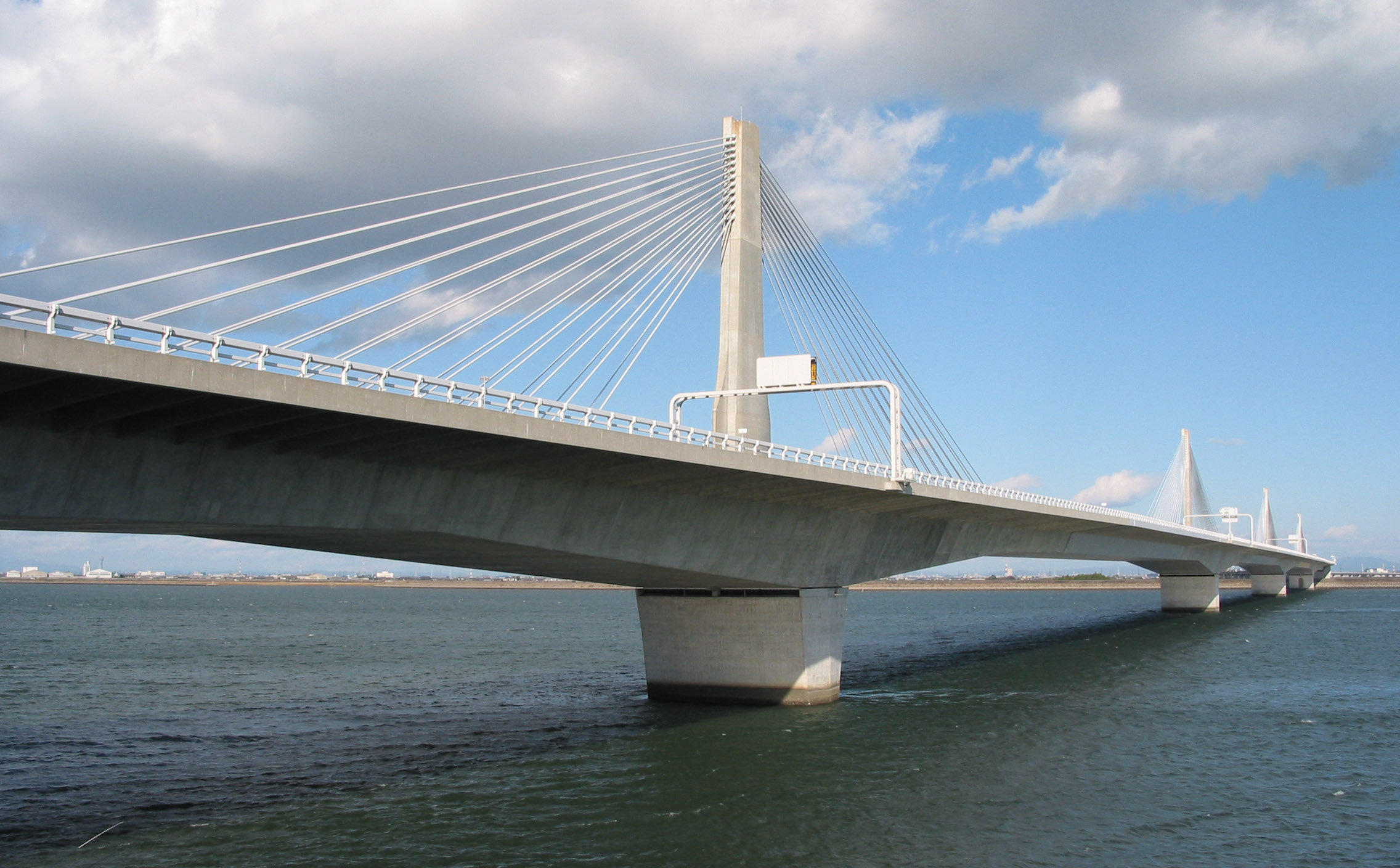
トゥインクル・湾岸木曽川橋（最大支間長：275 m）

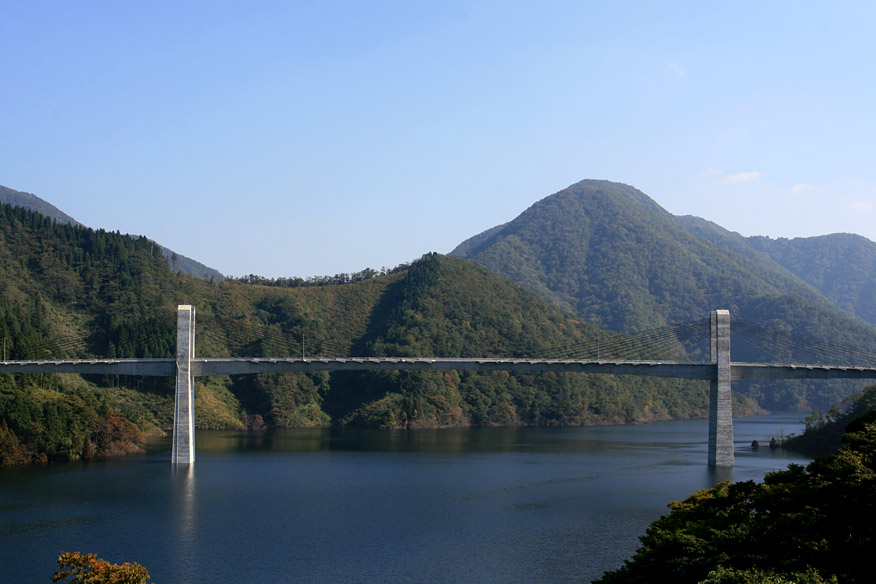
徳之山八徳橋

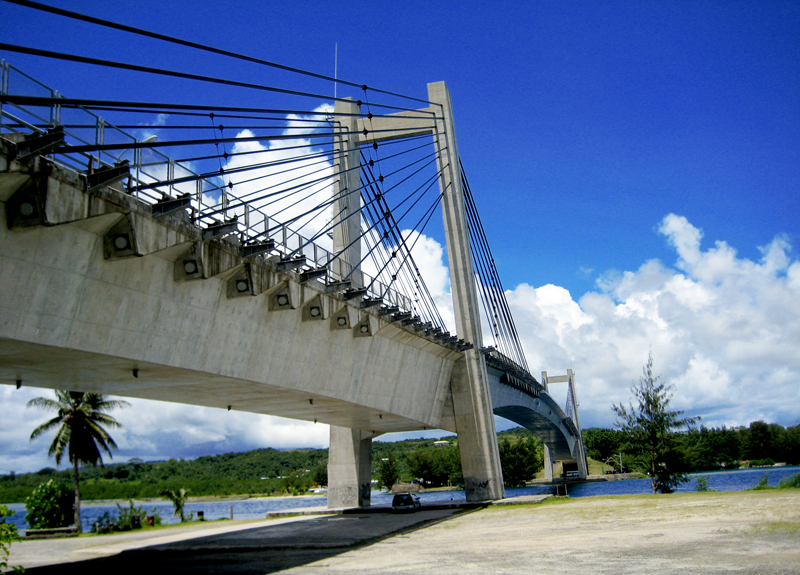
日本・パラオ友好の橋

エクストラドーズド橋（エクストラドーズドきょう、extradosed bridge、大偏心外ケーブル）は、プレストレスト・コンクリート橋の形式のひとつで、主塔と斜材により主桁を支える外ケーブル構造による橋梁形式である。
1994年（平成6年）竣工の小田原ブルーウェイブリッジが世界初とされている。また、2000年（平成12年）にはフィンバック構造の鳴瀬川橋梁、2001年（平成13年）には北海道森町の望景橋で、偏心ケーブルが橋梁下部に飛び出す工法なども施工されている。

## 特徴
通常、外ケーブルの構造では、外ケーブルは主桁内部に配置される。これに対し本形式では、主塔を設けて主桁上面にも外ケーブルを配置して斜材とし、これにより主桁を支える構造となっている。
外観的にはPC斜張橋に似ているが、本形式の挙動は吊り構造よりも一般の桁橋に近く、斜張橋に比べ主桁の剛性が大きくなっている。また、外観上の違いとしては、主塔が低く、斜材の角度が水平に近いことが特徴である。斜材の角度を小さくすることにより、変動荷重（主として交通荷重）による斜材の応力振幅（変形）を抑えることができる。したがって、斜張橋に比べ斜材の疲労強度が大きく、斜材の張力を大きく設定できることから、材料を軽減しコストダウンを図ることができる。一般には、支間200 m以下の場合、コスト面で斜張橋より本形式が有利である。
特殊形状として、上部に飛び出したケーブルをコンクリートで固めるフィンバック橋（斜版橋）、あるいは、桁下部にケーブルが飛び出した構造なども施工されている。

## 主な橋梁
- 小田原ブルーウェイブリッジ[1] 270 m 1994年（平成6年）：最大支間長122 m
- 蟹沢大橋 380 m （秋田県） 1995年（平成7年）
- つくはら橋 323 m （日本道路公団：兵庫県） 1996年（平成8年）
- マルセロ・フェルナン橋 （フィリピン） 410 m 1997年（平成9年）
- 唐櫃新橋 東行260 m 西行285 m （阪神高速道路公団：兵庫県） 1998年（平成10年）
- 保津橋[1] （京都府） 368 m 1999年（平成11年）
- トゥインクル（日本道路公団：三重県）2000年（平成12年）：一部鋼桁を採用して270 m以上の支間長を実現。
  - 湾岸揖斐川橋[1] 1,397 m 最大支間長 271.5 m
  - 湾岸木曽川橋 1,145 m 最大支間長 275 m
- 鳴瀬川橋梁 （JR東日本：宮城県）2000年（平成12年）
- 望景橋 （北海道） 2001年（平成13年）
- 雪沢大橋 177 m （秋田県）2001年（平成13年）、施工時点でケーブルに損傷があり、2011年（平成23年）6月にケーブルが破断する[3][4]。
- 長者ヶ橋 （新潟県佐渡市） 294 m 2002年（平成14年）
- 日本・パラオ友好の橋 （パラオ） 413 m 2002年（平成14年）：1996年（平成8年）に崩落した旧KB橋に代わり、2002年に日本の政府開発援助 (ODA) によって再建された。
- ローズ・フィッツジェラルド・ケネディ橋（英語版） (アイルランド) 887m[5] 2019年完成[6]。
- 日見夢大橋 （長崎県） 365 m 2004年（平成16年）世界初の波形鋼板ウェブエクストラドーズド橋。
- 赤とんぼ橋[1] （名古屋高速道路公社：愛知県） 294 m 2004年（平成16年）：ケーブルが赤い塗色とされていることから公募で赤とんぼ橋と命名された。建設時は並行する国道22号（名岐バイパス）に架かる橋梁と同じ新名西橋と呼ばれていた。
- 三戸望郷大橋 （JR東日本：青森県） 400 m 2005年（平成17年）
- 徳之山八徳橋 （水資源機構・徳山ダム：岐阜県） 503 m 2006年（平成18年）：鋼桁を併用しないPCエクストラドーズド橋として、世界最長220 mの支間長をもつ。
- 荒巻本沢大橋 （宮城県仙台市） 111 m 2006年（平成18年）：一面吊り形式の波形鋼板ウェブエクストラドーズド橋としては世界初。
- 余部橋梁（新橋梁）（JR西日本：兵庫県） 307 m 2010年（平成22年）
- 不動大橋（八ツ場ダムの付替県道橋：群馬県）590 m 2011年（平成23年）
- 小名浜マリンブリッジ （福島県いわき市）927 m 2017年 （平成29年）
- 新名神武庫川橋（西日本高速道路関西支社：兵庫県神戸市北区）442m 2017年（平成29年）：新名神高速道路。バタフライウェブ箱桁を使用したエクストラドーズド橋としては世界初。